# Vieux (Tarn)
Vieux település Franciaországban, Tarn megyében. Lakosainak száma 230 fő (2022. január 1.). Vieux Alos, Andillac, Cahuzac-sur-Vère, Campagnac, Saint-Beauzile és Le Verdier községekkel határos.

## Népesség
A település népessége az elmúlt években az alábbi módon változott:
| Lakosok száma | 193  | 219  | 226  | 224  | 225  | 226  | 227  | 228  | 230  |
|               | 2013 | 2015 | 2016 | 2017 | 2018 | 2019 | 2020 | 2021 | 2022 |